# TEARS (藤井フミヤのアルバム)
『TEARS』（ティアーズ）は、藤井フミヤの3枚目のアルバム。1996年9月20日にポニーキャニオンからリリースされた。

## 概要
前作『R&R』から約1年3ヶ月ぶりとなるアルバム。初のCD EXTRA仕様。
10曲目は大土井裕二の作曲。チェッカーズ解散以来、初めて弟の尚之以外の元メンバー楽曲をレコーディングした。

## 収録曲
全作詞：藤井フミヤ，作曲・編曲：富田素弘・KUDO（特記以外）
1. Another Orion
作曲：増本直樹　編曲：富田素弘
10thシングル。TBS系金曜ドラマ『硝子のかけらたち』主題歌
2. First Love
作曲：水政創史郎
3. Sunshine
作曲：久保田洋司
4. GIRL FRIEND
作曲：古賀森男
9thシングル。マクセルMDキャンペーンソング
5. 魔法の手
作曲：藤井尚之　編曲:富田素弘
6. Style
作曲：岡村聡士
7. Message for Pink
8. 白いアルペジオ
作曲：浅井健一
9. Peace
作曲：藤井フミヤ　編曲：富田素弘
10. MY PLANETS
作曲：大土井裕二